# ウェイド・ハンプトン (3世)
アンソニー・ウェイド・ハンプトン三世（英: Anthony Wade Hamptom III, 1818年3月28日 - 1902年4月11日）は、アメリカ合衆国の政治家。1877年から1879年までサウスカロライナ州知事を、1879年から1891年までアメリカ合衆国上院議員を務めた。南北戦争中はアメリカ連合国を支持し、連合国の騎兵隊を指揮した。

## 生い立ちと初期の経歴
1818年3月28日、ハンプトンはサウスカロライナ州チャールストンにおいて、ウェイド・ハンプトン2世の長男として誕生した。一家は南部でも指折りの富裕な農場主であり、奴隷の最大所有者であった。
ハンプトンは家庭教師の下で教育を受け、明晰な少年へと成長した。ハンプトンは乗馬や狩猟など、屋外での活動を積極的に行った。ナイフ1本だけを携えて1人で森へ入って熊を探索したこともあり、いくつかの逸話によると、80頭もの熊を仕留めたとも言われている。1836年、ハンプトンはサウスカロライナ大学を卒業し、法律の実務を積んだ。だがハンプトンは弁護士業を開業することはなく、サウスカロライナ州やミシシッピ州にある大規模農場の管理や、州の政治への参加に関心を示した。ハンプトンは1852年から1856年までサウスカロライナ州下院議員を、1858年から1861年までサウスカロライナ州上院議員を務めた。ハンプトンは1858年に父親と死別すると、莫大な財産と農場、そして南部最大の奴隷所有者の地位を父親から引き継いだ。

## 南北戦争
サウスカロライナ州の連邦離脱論と奴隷制度の問題について、ハンプトンは保守的な立場であった。ハンプトンは立法府の人間として連邦の分断には反対した。だが南北戦争が起こるとハンプトンは州への忠誠を誓い、北部との抗戦を表明した。1861年、ハンプトンは州上院を辞職し、州の一市民として州軍に参加した。ハンプトンは下士官として入隊することを希望したが、州知事フランシス・ウィルキンソン・ピッケンズはハンプトンを大佐に委任し、それを受理することを求めた。ハンプトンはそれを受理した。ハンプトンは「ハンプトン軍団」と呼ばれる部隊を組織し、その軍資金の一部を融資した。ハンプトン軍団は6つの歩兵中隊、4つの騎兵中隊、そして1つの砲兵中隊で構成された。ハンプトンは軍団に対し、必要となる武器のすべてを提供した。
ハンプトンに軍事経験はほとんど無かったが、42歳という比較的高い年齢は、騎兵隊の騎手としての勇敢さ、大胆さ、荘厳さを十分に醸し出していた。ハンプトンにはバージニアの騎兵師団長ジェームズ・イーウェル・ブラウン・スチュアート大佐のような華麗さは無かったが、連合国の騎兵部隊において中将の地位まで上り詰めた2人のうちの1人となった。
1861年7月、ハンプトンは第一次ブルランの戦いで最初の戦闘を経験した。ハンプトンはストーンウォール・ジャクソンの旅団が戦場に到着するまでの時間を稼ぎ、戦闘終盤で部隊を大きく展開して連合国の勝利に貢献した。ハンプトンは戦争中、合衆国の砲兵隊陣地に対する攻撃を5回にわたって指揮した。ハンプトンは最初の戦闘で負傷し、額に弾痕を残した。
1862年5月23日、ハンプトンは准将に昇進した。ハンプトンは北バージニア軍において、ストーンウォール・ジャクソンの下で旅団を指揮を任された。ハンプトンは半島戦役に参加し、七日間の戦いの終わりまで旅団を統率した。ハンプトンは1862年5月31日のセブンパインズの戦いで足を負傷したが、戦場で治療を行い、戦いを継続した。
半島戦役後、ロバート・リー将軍は騎兵師団の再編を行った。リー将軍はジェームズ・イーウェル・ブラウン・スチュアート准将の下に2つの騎兵旅団を配置し、そのうち1つの旅団の指揮をハンプトンに任した。1862年冬、フレデリックスバーグの戦いにおいてハンプトンは騎兵による敵陣への一斉襲撃を指揮し、多数の北軍兵士を捕虜として確保した。このときの死傷者がゼロであったことから、ハンプトンはリー将軍から大きな賞賛を得た。ハンプトンの旅団はチャンセラーズヴィルの戦いにも参加したが、ジェイムズ川の南岸に配置されたため、実際の戦闘には関与しなかった。
ゲティスバーグ戦役においてハンプトンは、南北戦争最大の騎兵戦ブランディ・ステーションの戦いに参加し、軽傷を負った。その後ハンプトンの旅団はジェームズ・イーウェル・ブラウン・スチュアート少将に随行し、ゲティスバーグ方面へ移動した。スチュアートとハンプトンは1863年7月2日夜にゲティスバーグ近郊に到達したが、そこでライフル銃を装備した北軍の騎兵と遭遇した。ハンプトンは騎兵が銃を構える前に対応することができたが、無防備な後頭部にサーベルで傷を付けられた。翌7月3日、ハンプトンは北軍の部隊を分断するため、騎兵攻撃を試みた。ハンプトンは北軍の兵士をゲティスバーグまで誘導したところで、頭の正面にサーベルの切り傷を更に2つ受けた。ハンプトンはその後、腰に1発の榴散弾を受けるまで戦いを継続した。戦闘後、ハンプトンはジョン・ベル・フッド将軍とともに、同じ救急車でバージニアに運ばれた。
1863年8月3日、ハンプトンは少将に昇進し、騎兵師団の指揮を任された。ハンプトンがゲティスバーグで受けた傷の治療には時間がかかったため、実際には11月まで現場復帰できなかった。オーヴァーランド戦役中の1864年5月12日、イェロータバンの戦いでスチュアート少将が重傷を負い死亡すると、8月11日に騎兵師団の指揮権がハンプトンに与えられた。ハンプトンは1864年6月のトレビリアン・ステーションの戦いでフィリップ・シェリダンの騎兵隊を打ち破ったことで名を馳せ、その後の騎兵戦では無敗を誇った。1864年9月、ハンプトンは「ビーフステーキ襲撃」と呼ばれる作戦を指揮し、敵陣から300人超の捕虜と2400頭超の牛を獲得した。
1865年1月、リー将軍の軍隊がピーターズバーグ包囲戦で身動きが取れなくなると、ハンプトンはサウスカロライナ州に引き返し、兵士の追加募集を行った。ハンプトンは1865年2月14日に中将に昇進したが、間もなくノースカロライナ州でジョセフ・ジョンストンの軍隊と共に、投降した。このときサウスカロライナ州にあった自宅はウィリアム・シャーマン将軍によって焼き払われ、またハンプトンの財産の大部分は兵士の雇用のために拠出され、大きく目減りしていた。ハンプトンが所有していた奴隷の多くもまた、すでに解放されていた。戦後、ハンプトンはジュバル・アーリー将軍とともに『南部の失われた大義』を謳い、連合国が戦争に敗れた理由を説明しようとした。またハンプトンは故郷サウスカロライナ州を占領した北部の黒人軍隊に対して特に不快感を示した。

## 戦後の経歴
1865年、ハンプトンはサウスカロライナ州知事選挙への出馬要請を受けた。だがハンプトンは、かつての連合国の将軍が戦争終結からわずか数ヶ月足らずで政府高官職に就こうとすることについて、民衆からの疑念を買うことを恐れ、その要請を辞退した。だが辞退にもかかわらず、ハンプトンの支持者が数多くいたために、ハンプトンは州知事選挙において自身に投票しないように選挙運動することを余儀なくされた。1865年の州知事選挙でハンプトンは、9186票を獲得した。1868年、ハンプトンは州民主党の中央委員会で議長に就任した。ハンプトンは党内の過激派の影響を統制し、黒人に対する和解政策を促進しようとした。民主党は同年の州知事選挙でウィリアム・ポーターを知事候補に擁立したが、ポーターは選挙に乗り気ではなく、また共和党の急進派が選挙を終始有利に進行させたため、ハンプトンの考えは徒労に終わった。ハンプトンは1870年の州知事選挙で連合改革党を支持し、マシュー・バトラーを支持した。
ハンプトンは共和党の急進的な南部復興政策に反対する指導者の1人として、1876年の州知事選挙に民主党から立候補した。ハンプトンはそれまでの復興政策に反対する演説を繰り返した。対立する共和党の現職候補ダニエル・ヘンリー・チェンバレンとは熾烈な選挙戦を繰り広げ、ハンプトンの支持者は「赤シャツ」と非難された。黒人を主体とするチェンバレンの支持者が暴力的な対抗を行ったことから、1876年の州知事選挙は歴史上最も血生臭い選挙とも呼ばれた。選挙後、両者の得票は拮抗しており、両者が勝利宣言を上げた。双方ともに自身が真の勝者であると主張し、州には2つの立法府が存在する状態となった。最終的に、サウスカロライナ州最高裁判所はハンプトンの得票を9万2261票、チェンバレンの得票を9万1127票と確定し、選挙の勝者がハンプトンであると採決した。
選挙後、ハンプトンは「サウスカロライナ州の救世主」として知られるようになった。ハンプトンは1878年の州知事選挙で再選を果たした。選挙の2日後の11月7日、ハンプトンは鹿狩りの最中、乗っていたラバから転落し、右足を骨折した。同日、ハンプトンは州議会において連邦上院議員に選出され、それを受諾する表明した。ニューヨーク・タイムズ紙はこれら一連の出来事を「ラバの不正」として取り上げた。ハンプトンは1879年2月に州知事を辞職し、同年3月に連邦上院議員に着任した。ハンプトンは連邦上院議員を2期12年務めた。
ハンプトンは1893年にグロバー・クリーブランド大統領からアメリカ合衆国鉄道委員に任ぜられ、1897年まで同委員を務めた。1899年、サウスカロライナ州コロンビアにある自宅が火災で焼失した。初老であったハンプトンは新たな家を建てる十分な資金の融資を受けられなかったが、友人の助力により新築するに十分な資金を調達することができた。
1902年4月11日、ハンプトンはサウスカロライナ州コロンビアで死去した。ハンプトンの遺体はトリニティ大聖堂墓地に埋葬された。ハンプトンの死後、サウスカロライナ州会議事堂とアメリカ合衆国議会議事堂にハンプトンの彫像が建立された。

## 記念

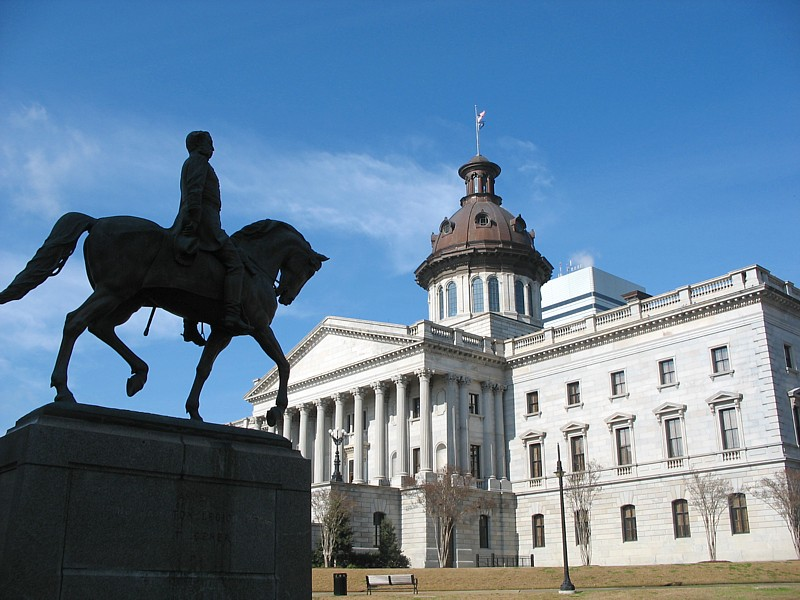
サウスカロライナ州会議事堂前にある、ウェイド・ハンプトンの銅像

1878年、サウスカロライナ州議会は南北戦争中および戦後復興期におけるハンプトンの貢献を称え、ビューフォート郡の北部地域をハンプトン郡として分離・設置した。1879年12月23日にはハンプトンコートハウス（後にハンプトンと改名）をハンプトン郡の郡庁所在地として制定し、またサウスカロライナ州の多くの都市や町で、ハンプトンを称えるために通りの名称を変更したりした。ビューフォート、チャールストン、ダンカン、グリーンビル、グリア、ハンプトン、テイラーズ、ウォルターボロでは「ウェイドハンプトン」という名称の通りを有しており、またサウスカロライナ州の47の町で「ハンプトン」という名称の通りを有している。グリーンビルとハンプトンには「ウェイドハンプトン高校」という高校が存在する。ハンプトンの母校サウスカロライナ大学の学生寮は「ウェイドハンプトン」と呼ばれている。チャールストンおよびコロンビアにある「ハンプトン公園」もまた、ハンプトンにちなんで名づけられたものである。
1913年、裁判官ジョン・ランドルフ・タッカーは義理の父ハンプトンを追悼するため、アラスカ州にウェイド・ハンプトン国勢調査地域を指定した（2015年にクシルワック国勢調査地域に改称）。テキサス州ガルヴェストン島のクロケット要塞には後に「ウェイドハンプトン」と命名される砲台が建設された。ウェイドハンプトン砲台は海岸線を防衛する4つの砲台のうちの1つであり、10インチの砲口を2つ備えていた。第二次世界大戦にはリバティ船「ウェイドハンプトン」が建設されたが、ドイツのUボートによりグリーンランド沖合いで沈没した。

## 家族
- 父親: ウェイド・ハンプトン（Wade Hampton, 1791年4月21日 - 1858年2月9日）
- 母親: アン・フィッツサイモンズ（Ann Fitzsimons, 1794年1月1日 - 1833年2月27日）

ハンプトンは1838年10月10日にバージニア州アビンドンで、マーガレット・フランシス・プレストン（Margaret Frances Preston, 1818年1月13日 - 1852年6月27日）と結婚した。2人の間には以下の子供が生まれた。
1. ウェイド・ハンプトン（Wade Hampton, 1840年3月2日 - 1879年12月22日）
2. トマス・プレストン・ハンプトン（Thomas Preston Hampton, 1843年11月26日 - 1864年10月27日）
3. サラ・ブキャナン・ハンプトン（Sarah Buchanan Hampton, 1845年7月29日 - 1886年4月8日）
4. ジョン・プレストン・ハンプトン（John Preston Hampton, 1846年12月12日 - 1847年10月17日）
5. ハリエット・フラッド・ハンプトン（Harriet Flud Hampton, 1848年6月13日 - 1853年12月8日）

ハンプトンは1858年1月27日にサウスカロライナ州アルベマールで、メアリー・シングルトン・マクダフィー（Mary Singleton McDuffie, 1829年7月7日 - 1874年3月1日）と結婚した。2人の間には以下の子供が生まれた。
1. ジョージ・マクダフィー・ハンプトン（George McDuffie Hampton, 1859年1月16日 - 1917年5月2日）
2. メアリー・シングルトン・ハンプトン（Mary Singleton Hampton, 1861年1月2日 - 1934年4月27日）
3. アルフレッド・ハンプトン（Alfred Hampton, 1863年 - 1942年11月14日）
4. キャサリン・フィッシャー・ハンプトン（Catherine Fisher Hampton, 1867年6月23日 - 1867年7月4日）

姪のキャロライン・ハンプトンはジョンズ・ホプキンズ病院で看護師をしていたが、消毒剤により接触性皮膚炎と湿疹に苦しんでいたため、ウィリアム・スチュワート・ハルステッドが彼女のために医療用の手袋を考案したことで世界的に普及した。後に二人は結婚している。

## 関連図書
- Cisco, Walter Brian, Wade Hampton: Confederate Warrior, Conservative Statesman, Potomac Books, 2004, ISBN 1-57488-626-6.
- Meynard, Virginia G., The Venturers, The Hampton, Harrison and Earle Families of Virginia, South Carolina and Texas, Southern Historical Press, Inc, Greenville, South Carolina, 1981, ISBN 0-89308-241-4.
- Willimon, William H, Lord of the Congaree, Wade Hampton of South Carolina, Sandlapper Press, 1972, ISBN 0-87844-010-0.